# Ben Alexander (attore)
Ben Alexander, all'anagrafe Nicholas Benton Alexander (Goldfield, 26 maggio 1911 – Los Angeles, 5 luglio 1969), è stato un attore statunitense. Iniziò la sua esperienza come attore bambino del cinema muto a soli cinque anni di età, per poi conoscere una lunga carriera da attore, al cinema, alla radio e alla televisione, ricevendo per due volte la candidatura agli Emmy Awards (1954 e 1955).

## Biografia
Nato Nicholas Benton Alexander a Goldfield, Nevada ma cresciuto in California, Ben Alexander mosse i primi passi nel cinema quando era ancora bambino, debuttando all'età di cinque anni in Each Pearl a Tear (1916). Al suo secondo film, The Little American (1917), diretto da Cecil B. DeMille, recitò a fianco di Mary Pickford e, subito dopo, venne diretto dal grande D.W. Griffith in Cuori del mondo (1918), film che lo pone definitivamente all'attenzione del pubblico. La sua carriera di attore bambino, che si estese fino al 1927, conta un gran numero di ruoli. È impiegato per lo più in ruoli di supporto (ma con registi importanti come King Vidor e W. S. Van Dyke); talora gli vengono affidate anche parti di protagonista, come in Penrod and Sam (1923) o in Boy of Mine (1923).
Da adulto Alexander riuscì a ritagliarsi una nicchia in ruoli di comprimario, tra cui spicca quello di Kemmerick in All'ovest niente di nuovo (1930). Dalla seconda metà degli anni trenta in poi, quando la carriera cinematografica iniziò a declinare, si dedicò alla conduzione di programmi radiofonici, ottenendovi un grande successo.
Negli anni cinquanta Alexander portò alla televisione un suo famoso ruolo radiofonico, quello dell'ufficiale di polizia Frank Smith nella serie Dragnet, che interpretò per sette anni dal 1952 al 1959 e per la quale venne candidato a due Emmy (nel 1954 e 1955). Dalla serie televisiva Dragnet è tratto anche il suo film più famoso: Mandato di cattura (1954).
Nel 1966-69 tornò a ricoprire il ruolo di ufficiale di polizia nella serie televisiva Squadra speciale anticrimine.
Morì all'età di 58 anni, il 5 luglio 1969, a Hollywood.

## Filmografia

### Cinema

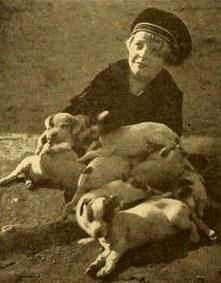
Ben Alexander nel 1919

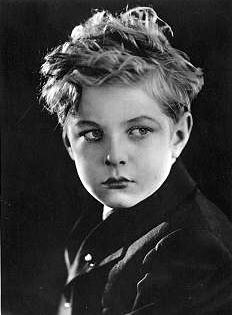
Ben Alexander, attore bambino

- Each Pearl a Tear, regia di George Melford  (1916)
- The Little American, regia di Cecil B. DeMille e Joseph Levering (1917)
- Cuori del mondo (Hearts of the World) di D.W. Griffith (1918)
- The Lady of the Dugout, regia di W. S. Van Dyke (1918)
- The Heart of Rachel, regia di Howard C. Hickman (1918)
- The One Woman, regia di Reginald Barker  (1918)
- Little Orphant Annie, regia di Colin Campbell (1918)
- La svolta della strada (The Turn in the Road), regia di King Vidor (1919)
- The White Heather, regia di Maurice Tourneur (1919)
- Josselyn's Wife, regia di Howard C. Hickman (1919)
- The Hushed Hour, regia di Edmund Mortimer (1919)
- The Mayor of Filbert, regia di Christy Cabanne (1919)
- Tangled Threads, regia Howard C. Hickman (1919)
- The Better Wife, regia di William P.S. Earle (1919)
- The Triflers, regia di Christy Cabanne (1920)
- L'onore familiare (The Family Honor), regia di King Vidor (1920)
- The Notorious Mrs. Sands, regia di Christy Cabanne (1920)
- Through the Eyes of Men regia di Charles A. Taylor (1920)
- Blue Streak McCoy, regia di B. Reeves Eason (1920)
- The Heart Line, regia di Frederick A. Thomson (1921)
- In the Name of the Law, regia di Emory Johnson  (1922)
- Penrod and Sam, regia di William Beaudine (1923)
- The Yankee Spirit, regia di Norman Taurog - (con il nome Bennie Alexander) (1923)
- Jealous Husbands, regia di Maurice Tourneur  (1923)
- Boy of Mine, regia di William Beaudine  (1923)
- Barnum Junior, regia di Arvid E. Gillstrom - (con il nome Bennie Alexander)  (1924)
- Junior Partner, regia di Arvid E. Gillstrom - (con il nome Bennie Alexander) (1924)
- A Self-Made Failure, regia di William Beaudine (1924)
- Dirty Hands, regia di Fred Hibbard - (con il nome Bennie Alexander) (1924)
- Flaming Love, regia di Victor Schertzinger (1925)
- Pampered Youth, regia di David Smith (1925)
- Wildcat Willie, regia di Arvid E. Gillstrom - (con il nome Bennie Alexander) (1925)
- The Shining Adventure, regia di Hugo Ballin (1925)
- The Highbinders regia di George Terwilliger (1926)
- Scotty of the Scouts, regia di Duke Worne  (1926)
- Fighting for Fame, regia di Duke Worne (1927)
- Trafalgar (The Divine Lady), regia di Frank Lloyd (1929) - non accreditato
- The Lunkhead, regia di Mack Sennett e, non accreditato, Earle Rodney (1929)
- All'ovest niente di nuovo (All Quiet on the Western Front), regia di Lewis Milestone (1930)
- Many a Slip, regia di Vin Moore (1931)
- It's a Wise Child, regia di Robert Z. Leonard (1931)
- Are These Our Children, regia di Wesley Ruggles (1931)
- High Pressure, regia di Mervyn LeRoy (1932)
- The Wet Parade, regia di Victor Fleming (1932)
- The Strange Love of Molly Louvain, regia di Michael Curtiz (1932)
- Il figlio del disertore (Tom Brown of Culver), regia di William Wyler (1932)
- The Vanishing Frontier, regia di Phil Rosen (1932)
- Alias the Professor, regia di James W. Horne (1933)
- Mister Mugg, regia di James W. Horne (1933)
- Roadhouse Queen, regia di Leslie Pearce (1933)
- Daddy Knows Best, regia di Leslie Pearce (1933)
- L'età pericolosa (What Price Innocence?), regia di Willard Mack (1933)
- La nuova ora (This Day and Age), regia di Cecil B. DeMille (1933)
- Figlia d'arte (Stage Mother), regia di Charles Brabin (1933)
- Once to Every Woman, regia di Lambert Hillyer (1934)
- The Most Precious Thing in Life, regia di Lambert Hillyer (1934)
- La donna nell'ombra (The Life of Vergie Winters), regia di Alfred Santell (1934)
- Flirtation, regia di Leo Birinsky (1934)
- Grand Old Girl regia di John S. Robertson (1935)
- Born to Gamble regia di Phil Rosen (1935)
- Reckless Roads, regia di Burt P. Lynwood (1935)
- La corazzata Congress (Annapolis Farewell), regia di Alexander Hall (1935)
- Splendore (Splendor), regia di Elliott Nugent - (non accreditato) (1935)
- The Fire-Trap, regia di Burt P. Lynwood (1935)
- Hearts in Bondage, regia di Lew Ayres (1936)
- Red Lights Ahead, regia di Roland D. Reed (1936)
- Voglio danzar con te (Shall We Dance), regia di Mark Sandrich (1937)
- The Legion of Missing Men, regia di Hamilton MacFadden (1937)
- The Outer Gate, regia di Raymond Cannon (1937)
- L'oro del West (The Western Gold), regia di Howard Bretherton (1937)
- The Life of the Party, regia di William A. Seiter (1937)
- The Spy Ring, regia di Joseph H. Lewis (1938)
- Russian Dressing, regia di Jean Yarbrough (1938)
- Mr. Doodle Kicks Off, regia di Leslie Goodwins (1938)
- Convict's Code, regia di Lambert Hillyer (1939)
- Scacco al patibolo (Buried Alive), regia di Victor Halperin (1939)
- The Leather Pushers, regia di John Rawlins (1940)
- Criminali (Criminals Within), regia di Joseph H. Lewis (1943)
- Mandato di cattura (Dragnet), regia di Jack Webb (1954)
- La tragedia del Rio Grande (Man in the Shadow), regia di Jack Arnold (1957)

### Televisione
- Dragnet – serie TV, 64 episodi (1952-1959)
- The Joseph Cotten Show – serie TV, un episodio (1957)
- The Ford Show – serie TV, un episodio (1957)
- People, regia di George Stevens Jr. – film TV (1957)
- Take A Good Look – serie TV (1959-1960)
- About Faces – serie TV (1960-1961)
- Batman – serie TV, episodio 2x14 (1966)
- Squadra speciale anticrimine (The Felony Squad) – serie TV, 73 episodi (1966–1969)
- Al banco della difesa (Judd for the Defense) – serie TV, un episodio (1969)

## Doppiatori italiani
- Pino Locchi in All'ovest niente di nuovo

## Riconoscimenti
- 1920 – Young Hollywood Hall of Fame[1]
- 1954 – Emmy
  - candidatura come attore non protagonista per Dragnet.
- 1955 – Emmy
  - candidatura come attore non protagonista per Dragnet.
- 1960 – Hollywood Walk of Fame[2]